# Al-Mustansir (fatimí)
Abū Tamīm Ma'ad al-Mustanṣir bi-llāh (árabe: أبو تميم معد المستنصر بالله) (5 de julio de 1029-10 de enero de 1094), nació en El Cairo el 16 de Yumada II del 420 A.H. y ocho meses después era declarado sucesor de su padre. Su nombre era Ma'd Abu Tamim, apellidado al-Mustansir billah (que implora la ayuda de Alá). Ascendió al trono el 13 de junio de 1036 a la edad de 7 años. Durante los primeros años, los asuntos del estado fueron administrados por su madre. Su período de califa duró por 60 años, el más largo de todos los califas en Egipto o en cualquiera de los demás estados islámicos. 
Alí ibn Ahmad al-Yaryarai, un visir capaz de este período de prosperidad en Egipto, murió en 1044. Lo siguieron Ibn Al-Anbari y Abu Mansur Sadaqa, pero ninguno de ellos fue competente. En 1050, vino un visir capaz, Abu Muhammad Hasan Abdurrahman Yazuri, que sostuvo el gobierno por 8 años, y era un reformador serio. Cerca de 40 visires lo siguieron uno tras otro durante 15 años (1058-1073), pero ninguno se le comparó, porque malgastaron la Hacienda real. 
Entre 1065 y 1072, el hambre hizo su aparición en Egipto. Mientras tanto, en 1062 y otra vez en 1067, la lucha entre la tropa turca y la sudanesa derivó en guerra abierta, terminando en una victoria para los turcos y sus aliados bereberes. Los bereberes del sur de Egipto deliberadamente agravaron los problemas del país, destruyendo los terraplenes y los canales del Nilo, buscando la manera de rendir las ciudades y la campiña por el hambre. Makrizi ve en este incidente el principio de la crisis en Egipto, que él relata con las denominaciones de: el desorden (fitna), la guerra civil (al-shidda al-mashhura), la corrupción del estado (fasad ad-dawla) y los días de la calamidad y de la penuria (ayyam al-shidda wal ghala).
En los establos reales de Al-Mustansir, donde había habido cerca de diez mil animales, ahora había solamente tres caballos escuálidos, y su cuidador se desmayó una vez de hambre. Mientras la calamidad duraba, Al-Mustansir solamente poseía un caballo, y, cuando él montaba, los cortesanos le seguían a pie, no teniendo ninguna bestia para llevarles. La condición del país se deterioró con la hambruna prolongada que fue seguida por la peste. 
Mientras tanto, los mercenarios turcos habían agotado la Hacienda, las obras de arte y los objetos de valor de todas clases del palacio fueron vendidos para satisfacer sus demandas; ellos mismos eran los compradores por precios simplemente nominales y vendían a menudo los artículos otra vez en su beneficio. Unas esmeraldas valoradas en 300 000 dinares fueron compradas por un general turco por 500 dinares, y en una quincena en el año 1068 artículos de un valor de 30 000 000 dinares fueron vendidos para proporcionar la paga para los turcos. La preciosa biblioteca que había sido hecha para el público y era uno de los lugares por los cuales El Cairo era visitado fue dispersada, los libros fueron rasgados, arrojados a la basura, o utilizados para encender fuego. Con el tiempo los turcos comenzaron a luchar entre sí mismos. Nasir ad-Dawla, el general turco del ejército fatimí, atacó la ciudad que fue defendida por la facción rival de la guardia y, después de derrotar a los defensores, el turco entró como conquistador. Cuando alcanzó el palacio, encontró a Al-Mustansir alojado en cuartos que habían sido vaciados, atendido por solamente tres esclavos, y subsistiendo con dos panes que le eran enviados diariamente por las hijas de Ibn Babshand, el gramático. 
Mención se debe hacer en esta coyuntura del emperador bizantino Constantino IX Monómaco (1042-1055), que había mantenido una relación amistosa con Al-Mustansir y había provisto de trigo a Egipto después del anterior hambruna. 